# Борис Белазелков
Борис Михайлов Белазелков (изписване до 1945 година: Борисъ Бѣлазелковъ) е български просветен деец и общественик от Македония.

## Биография
Борис Белазелков, роден в Солун, произхожда от големия род Белазелкови от град Прилеп, тогава в Османската империя. Родът му е на заможни бакали, дейци на народното дело, сред които са редица революционери и просветни дейци (Рампо Белазелка, Георги Белазелков, Иван Белазелков и други), както и богати търговци (фирма „Братя Белазелкови“).
Завършва Солунската българска мъжка гимназия в 1911 година с випуск ΧXV. Работи като български основен учител в Битоля. След Междусъюзническата война на 13 юли 1913 година е изгонен от сръбските власти заедно с всички други български учители и се преселва в Свободна България.
Участва в Първата световна война като поручик и служи в 40-а допълваща дружина и 49-и пехотен полк.
Деец е на Солунското благотворително братство в София. През март 1931 година е избран за подпредседател на Братството.